# Cédric Ravanel
Cédric Ravanel (ur. 26 listopada 1978 w Sallanches) – francuski kolarz górski, czterokrotny medalista mistrzostw świata i trzykrotny medalista mistrzostw Europy.

## Kariera
Pierwszy sukces w karierze Cédric Ravanel osiągnął w 2002 roku, kiedy Francuzi w składzie: Julien Absalon, Jean-Eudes Demaret, Laurence Leboucher i Cédric Ravanel zdobyli srebrny medal w sztafecie cross-country podczas mistrzostw świata w Kaprun. W tej samej konkurencji reprezentacja Francji z Ravanelem w składzie zdobyła brązowe medale na mistrzostwach świata w Livigno w 2005 roku i rozgrywanych cztery lata później mistrzostwach w Canberze. Ponadto Francuz zdobył także srebrny medal w cross-country na mistrzostwach świata w Les Gets w 2004 roku. W zawodach tych wyprzedził go jedynie jego rodak Julien Absalon, a trzecie miejsce zajął Thomas Frischknecht ze Szwajcarii. W 2008 roku wystartował na igrzyskach olimpijskich w Pekinie, gdzie zajął czternastą pozycję. Zdobył również trzy medale w sztafecie na mistrzostwach Europy: złoty na ME w Zurychu (2002) oraz srebrne podczas ME w Limosano (2006) i Kapadocji (2007).
Jest mężem Cécile Ravanel.